# Větrný Jeníkov (zámek)
Zámek Větrný Jeníkov (do r. 1572 pouze Jeníkov) stojí v centru městyse Větrný Jeníkov. Dnes slouží obecnímu úřadu a místní knihovně, dále jsou v něm i byty. Je chráněn jako kulturní památka České republiky.

## Historie
První písemná zmínka o obci pochází z roku 1226 z listiny papeže Honoria III. Někdy v této době zde majitelé obce, Želivský klášter, nechali postavit tvrz. V polovině 15. století panství odkoupili Trčkové z Lípy, v jejichž vlastnictví zůstalo do roku 1601, kdy jej odkoupil rytíř Matyáš Štubík z Königsteinu. V roce 1619 však byl majetek Štubíkům z Königštejna zkonfiskován a na krátkou dobu se dostal do vlastnictví císaře Ferdinanda II. Následně došlo k rychlému střídání majitelů, až jej v roce 1719 zakoupil rytíř Jan z Minetti, jenž v roce 1729 provedl přestavbu tvrze na barokní zámek. V roce 1838 jej zakoupil hrabata z Rumerskirchu a nechali zámek klasicistně rekonstruovat. V roce 1904 za nového majitele, Richarda Fiedlera, prošel zámek novobarokní přestavbou do současné podoby. V roce 1906 zámek zdědila jeho manželka Františka, která se roku 1909 provdala za italského šlechtice Franze con Mangnoni, ovšem už v roce 1911 jej zakoupil JUDr. Oto Metal. V roce 1927 se novým majitelem stala Strakova nadace, ovšem roku 1948 přešel pod stát. Zámek je zapsán na seznamu ohrožených nemovitých památek, od roku 2018 zde probíhají částečné opravy.

## Galerie

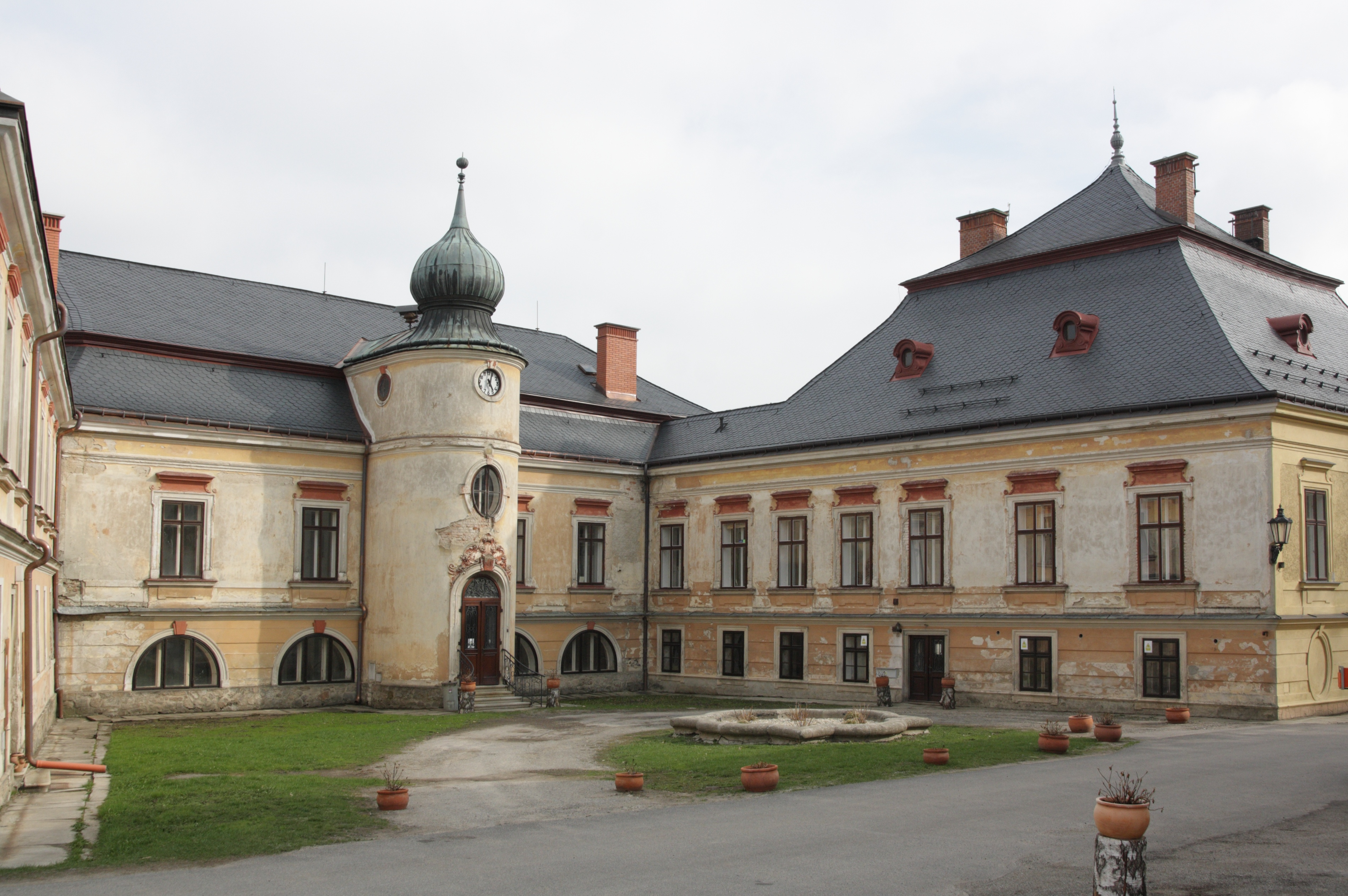
nádvoří zámku
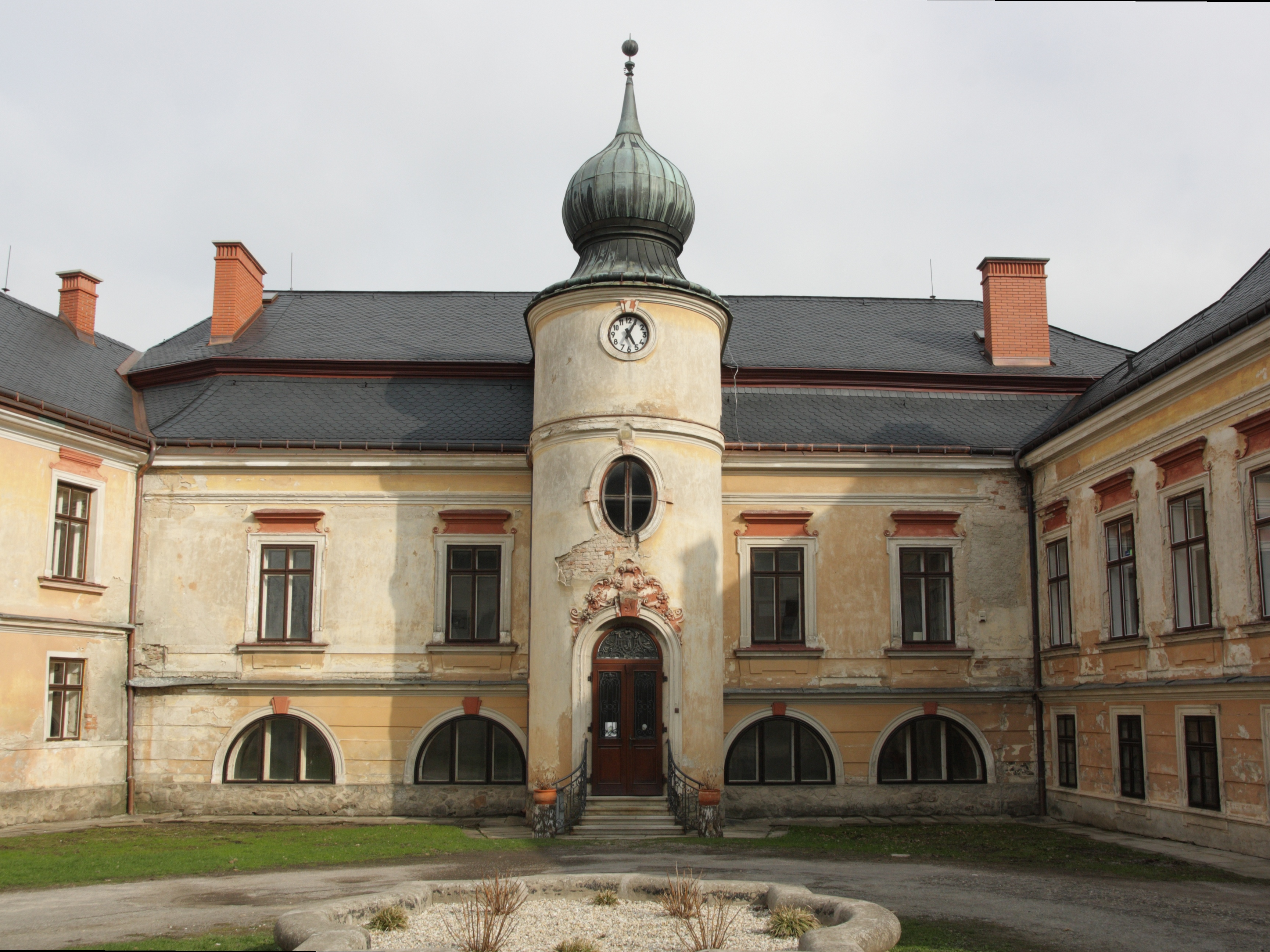
východní křídlo, nádvorní strana
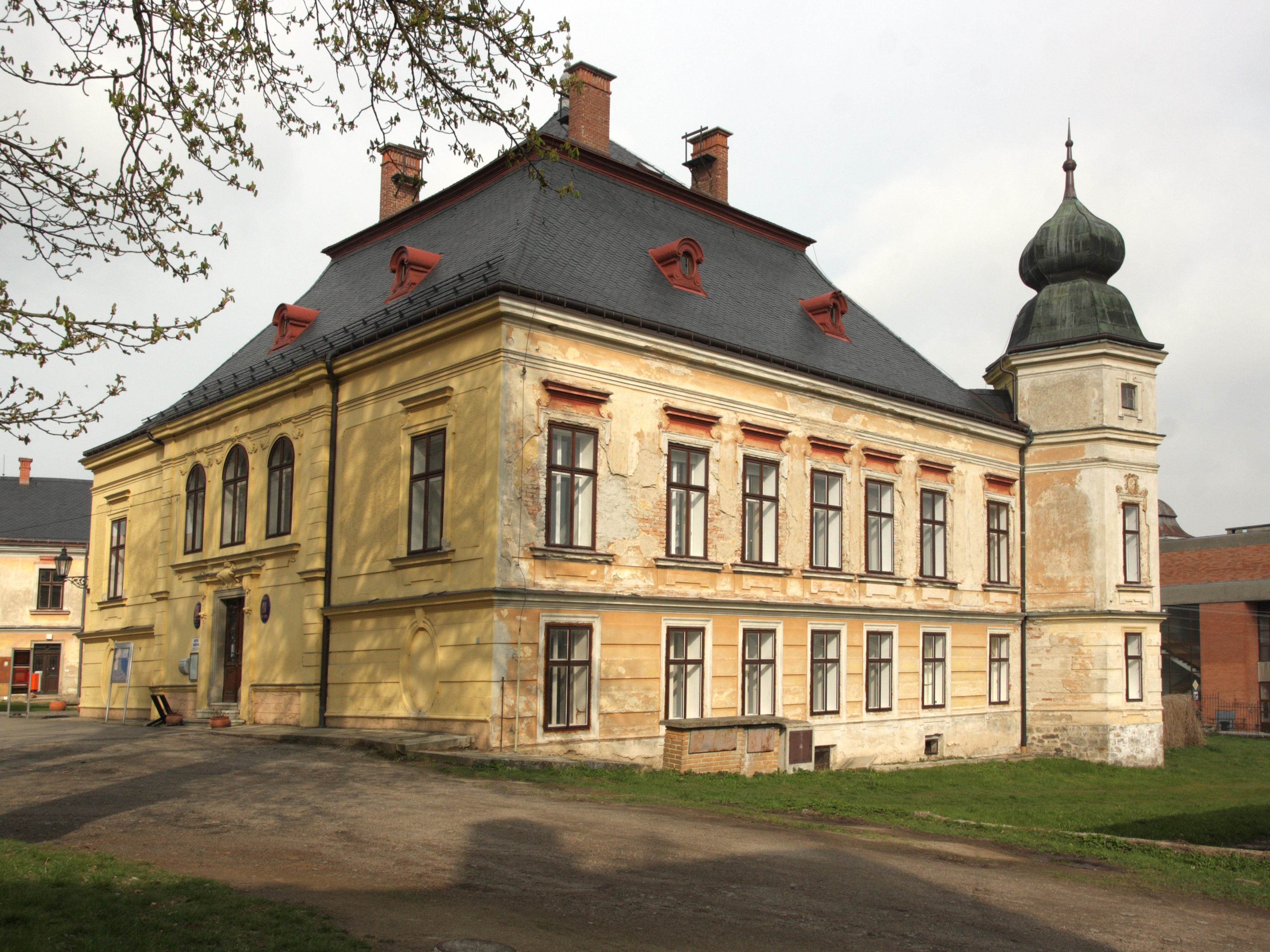
jihozápadní křídlo
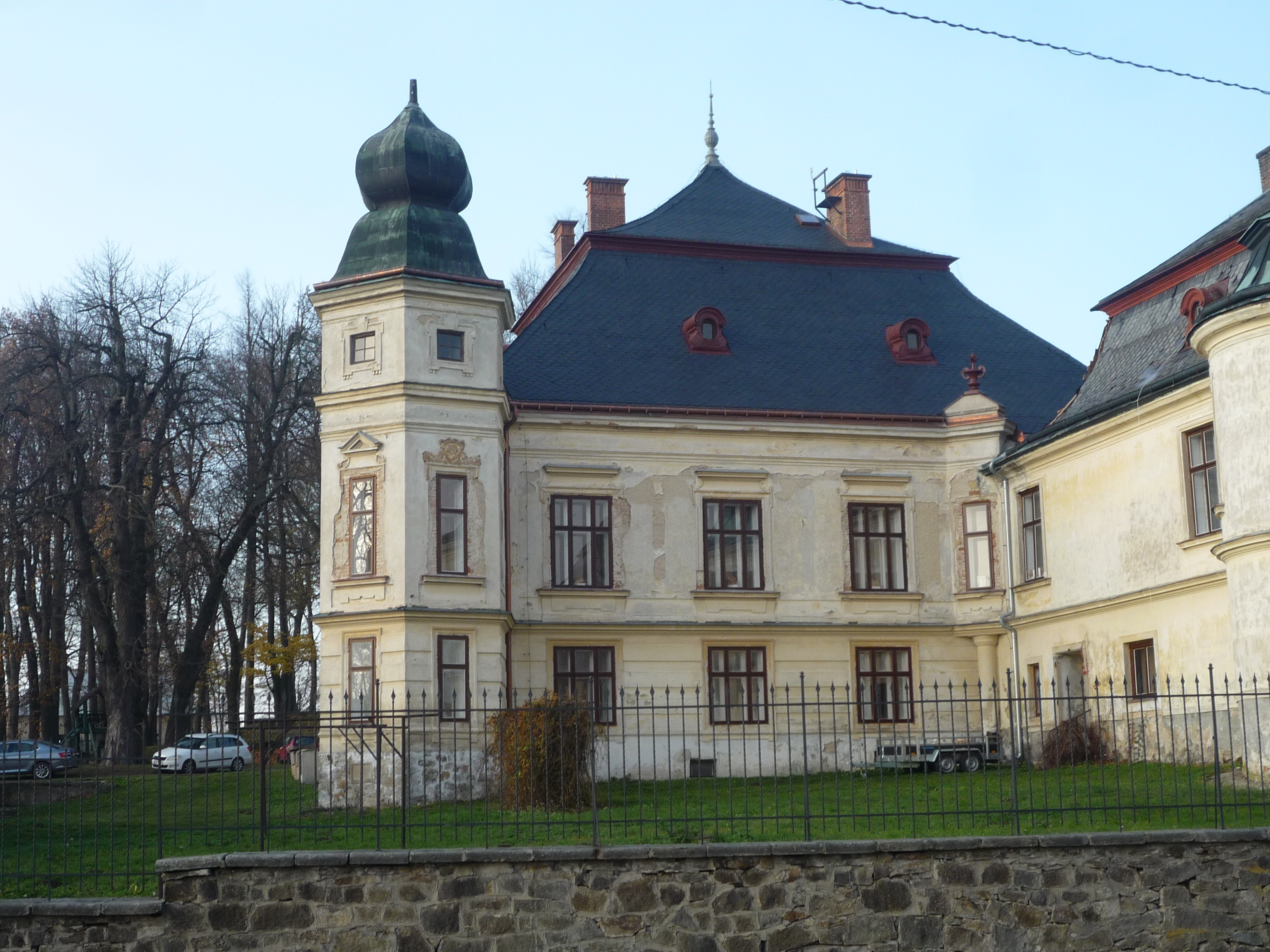
jihozápadní křídlo
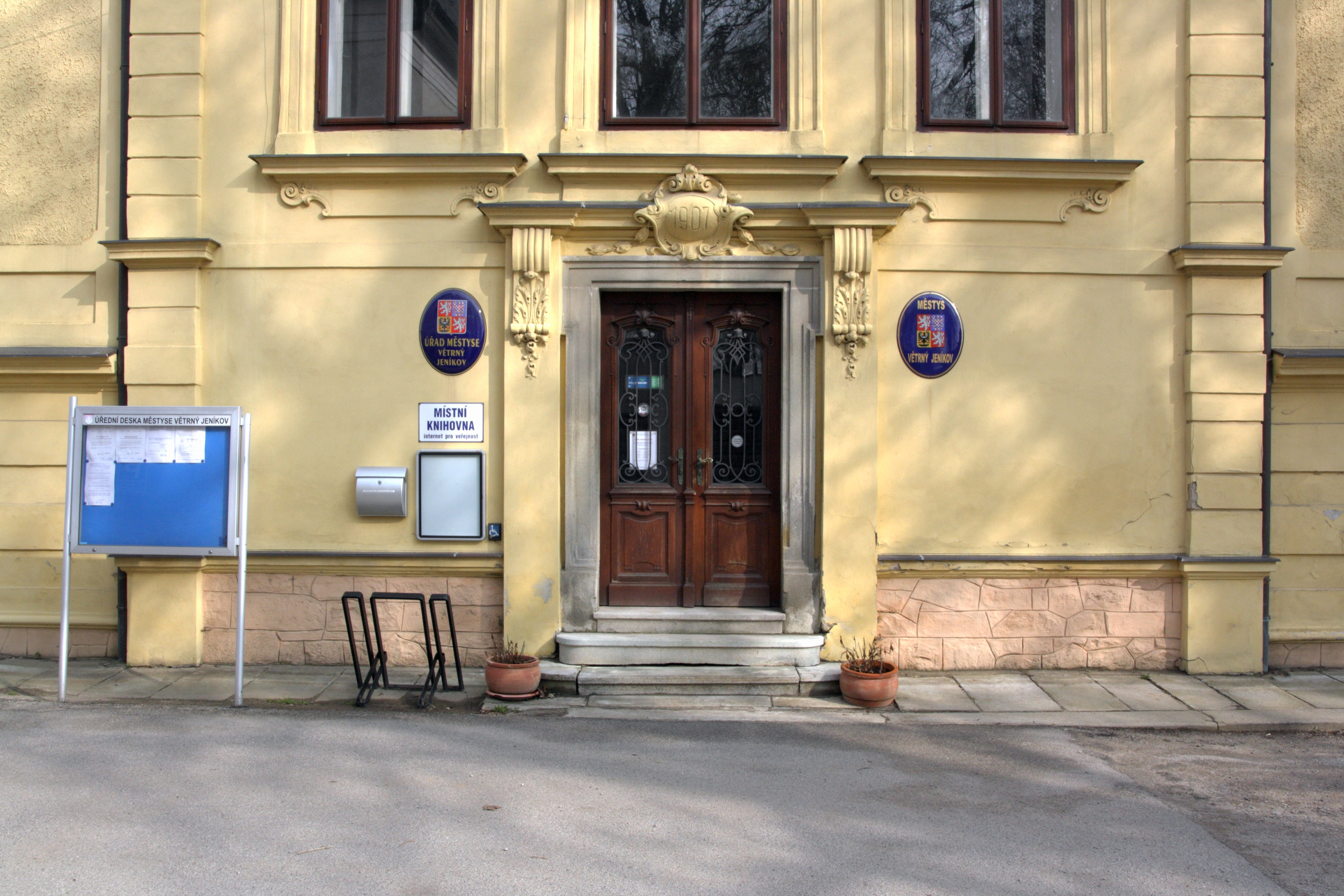
vstup do obecního úřadu
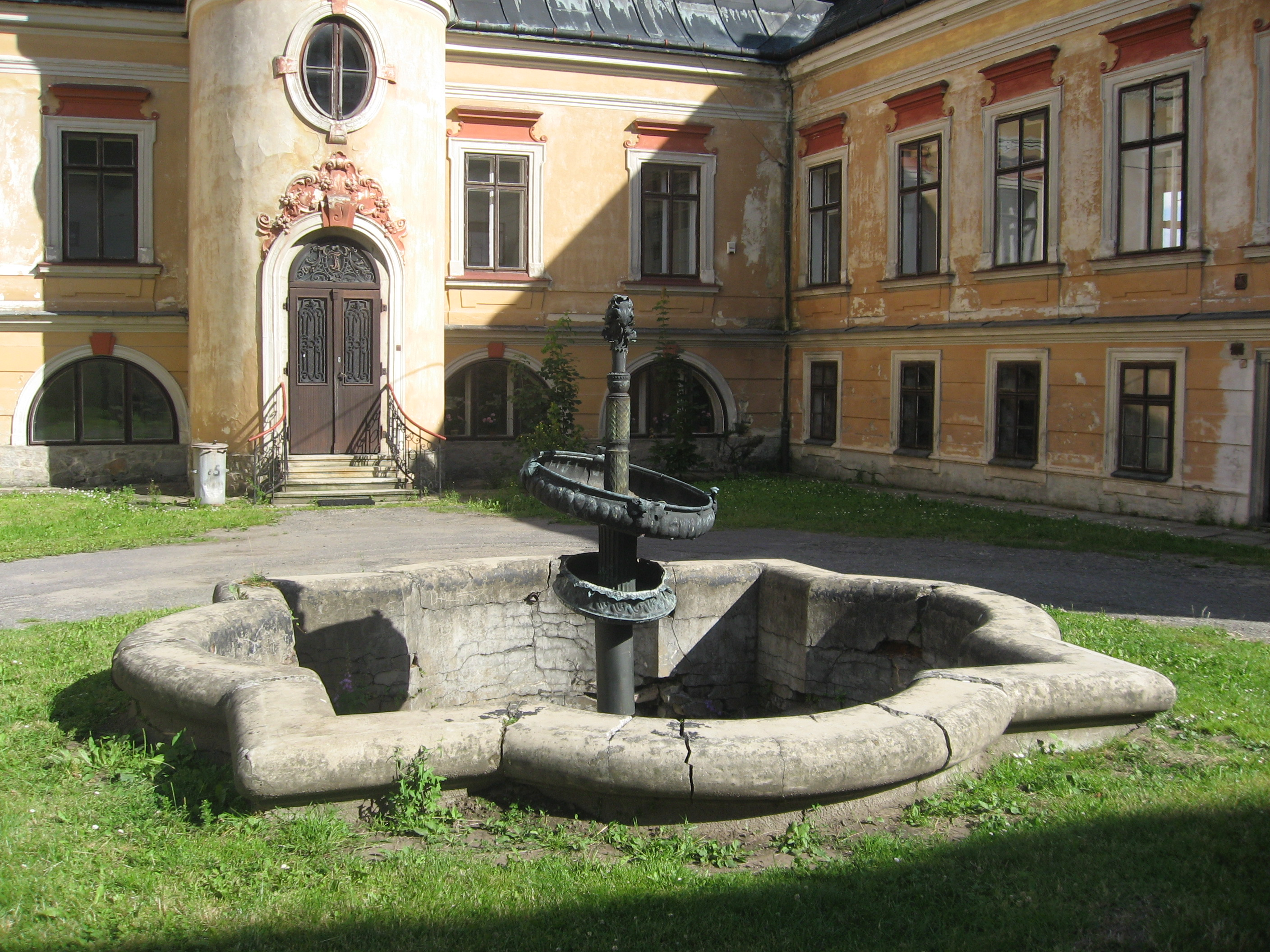
zaniklá kašna na nádvoří
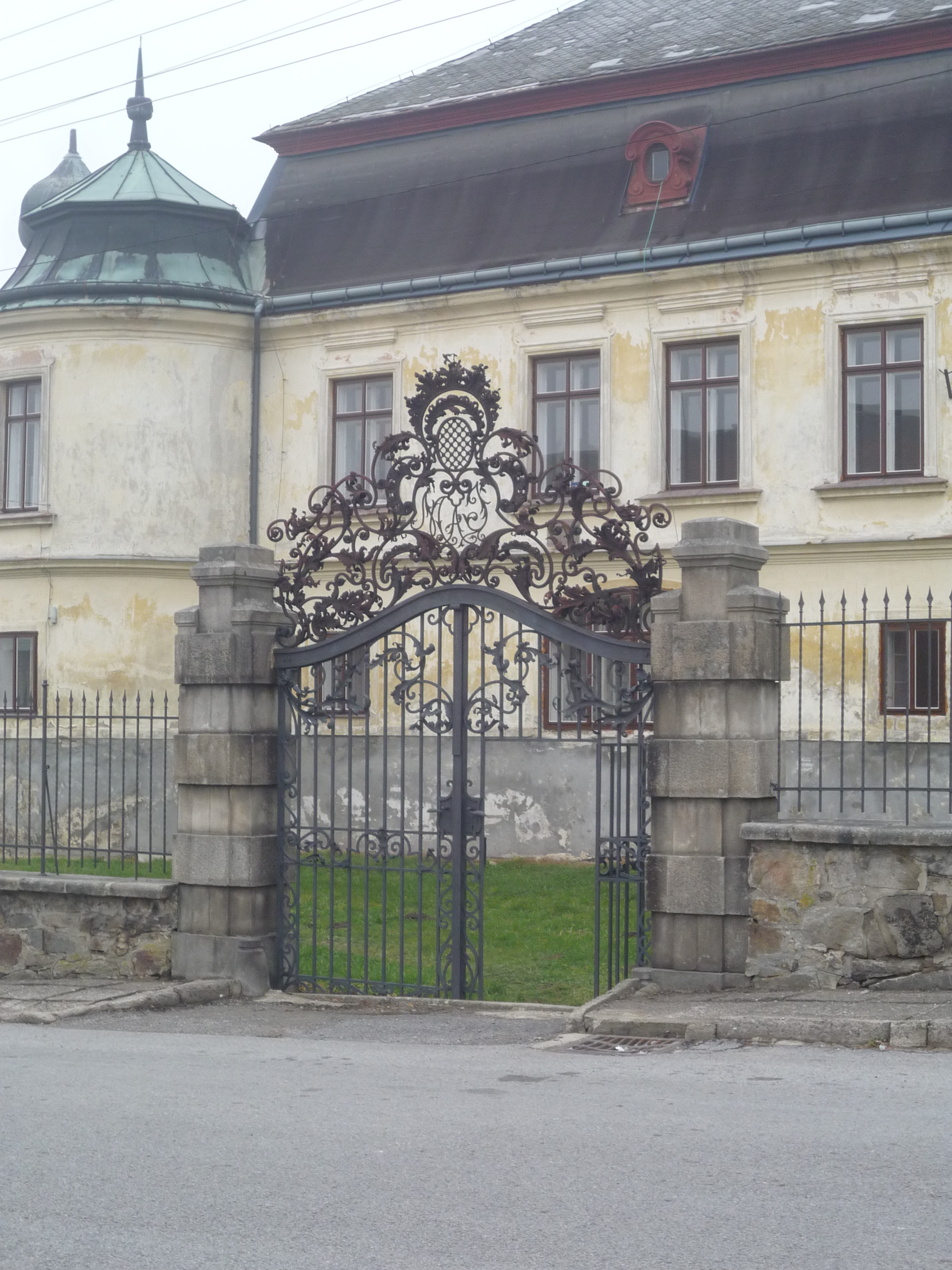
brána na severní straně
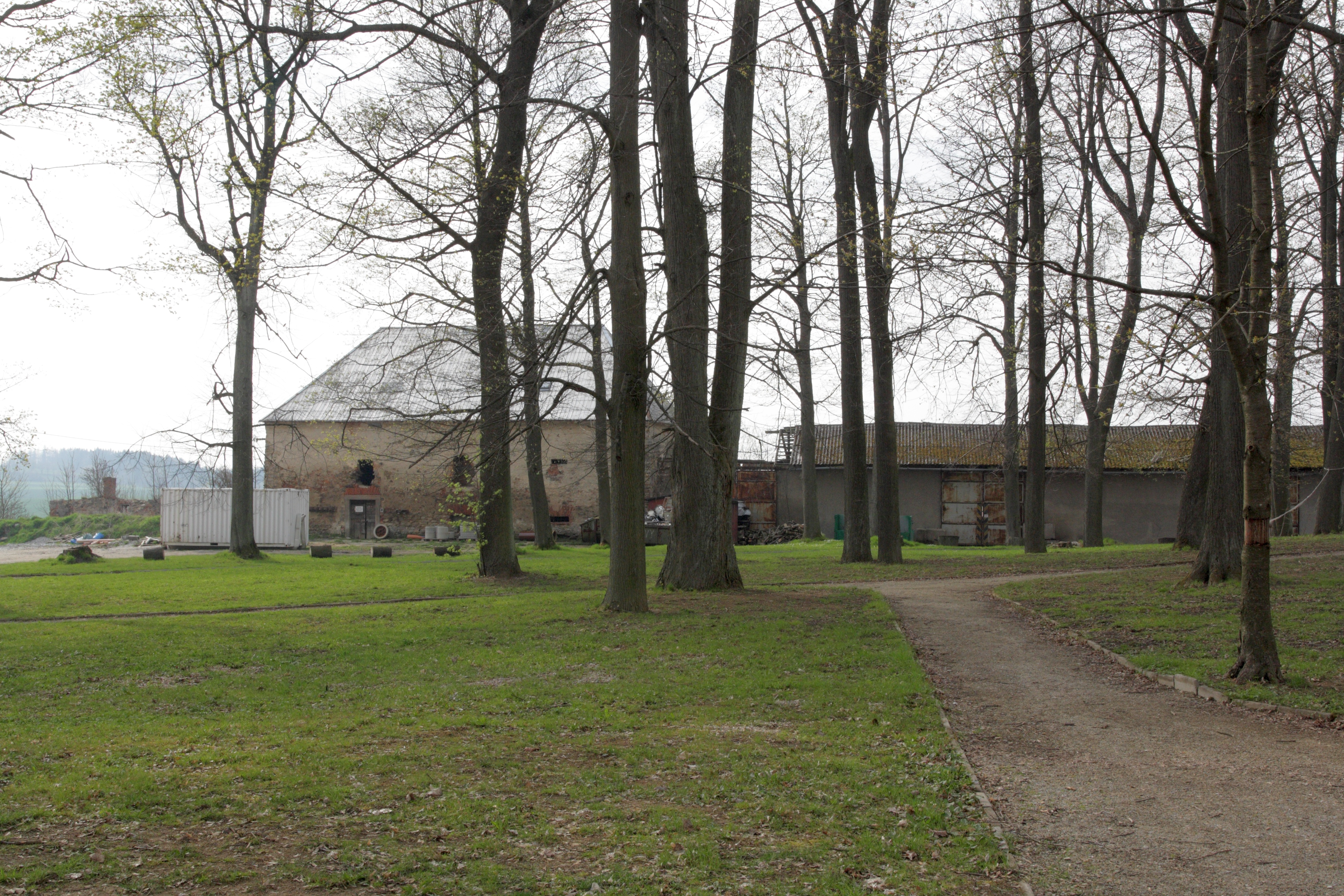
parčík za zámkem